# Saour-Mogyla
Le Mémorial Saour-Mogyla est situé sur le Plateau du Donets, proche de Snijne en Ukraine, dans le raïon de Horlivka.

## Historique
C'est en premier une colline du plateau où fut trouvé les traces d'un Kourgane. Il est surmonté d'un monument à la seconde guerre mondiale datant de 1963. Il fut endommagé en 2014 lors de la bataille de Saour-Mogyla.

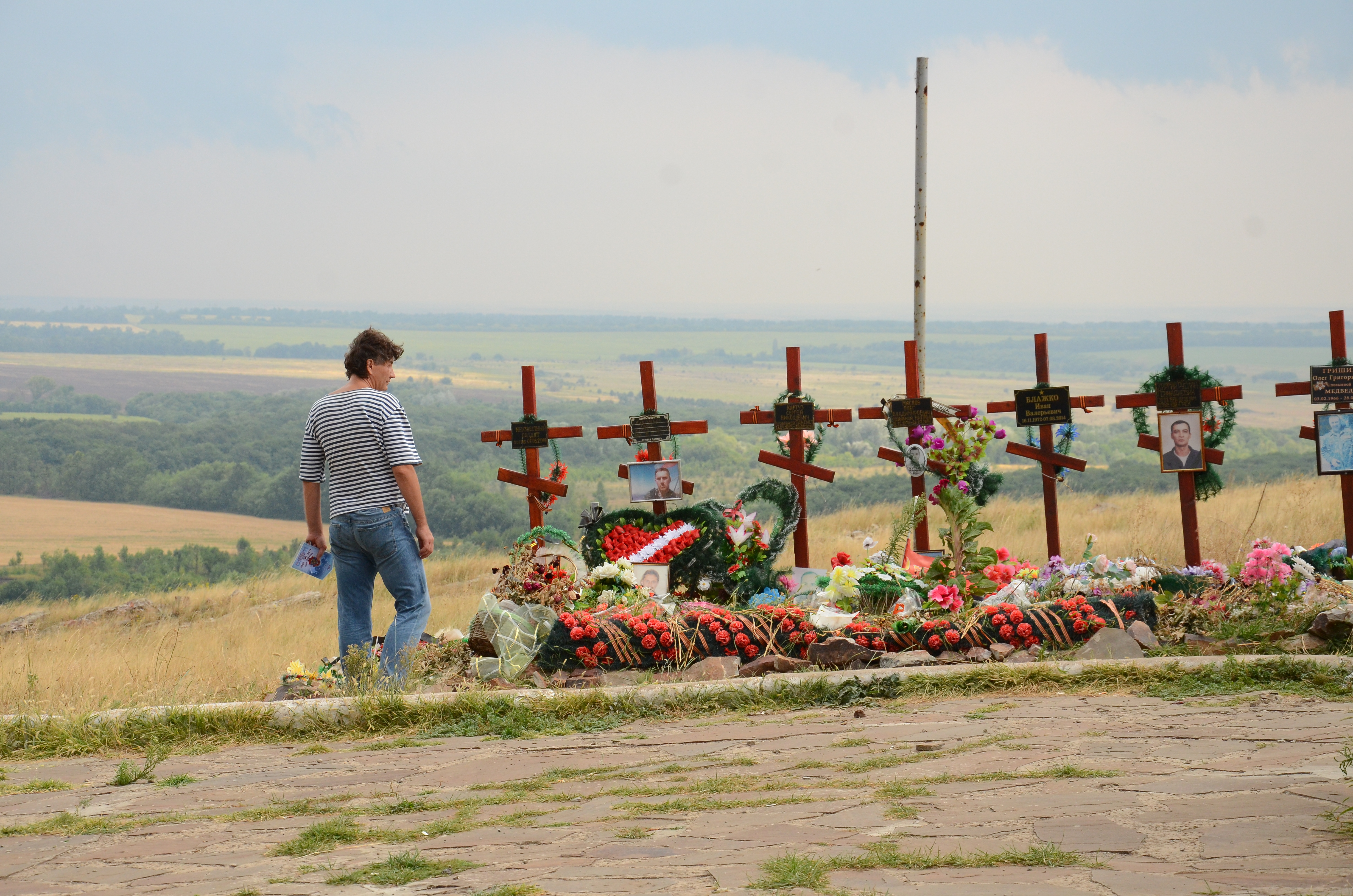
Tombes en 2015.
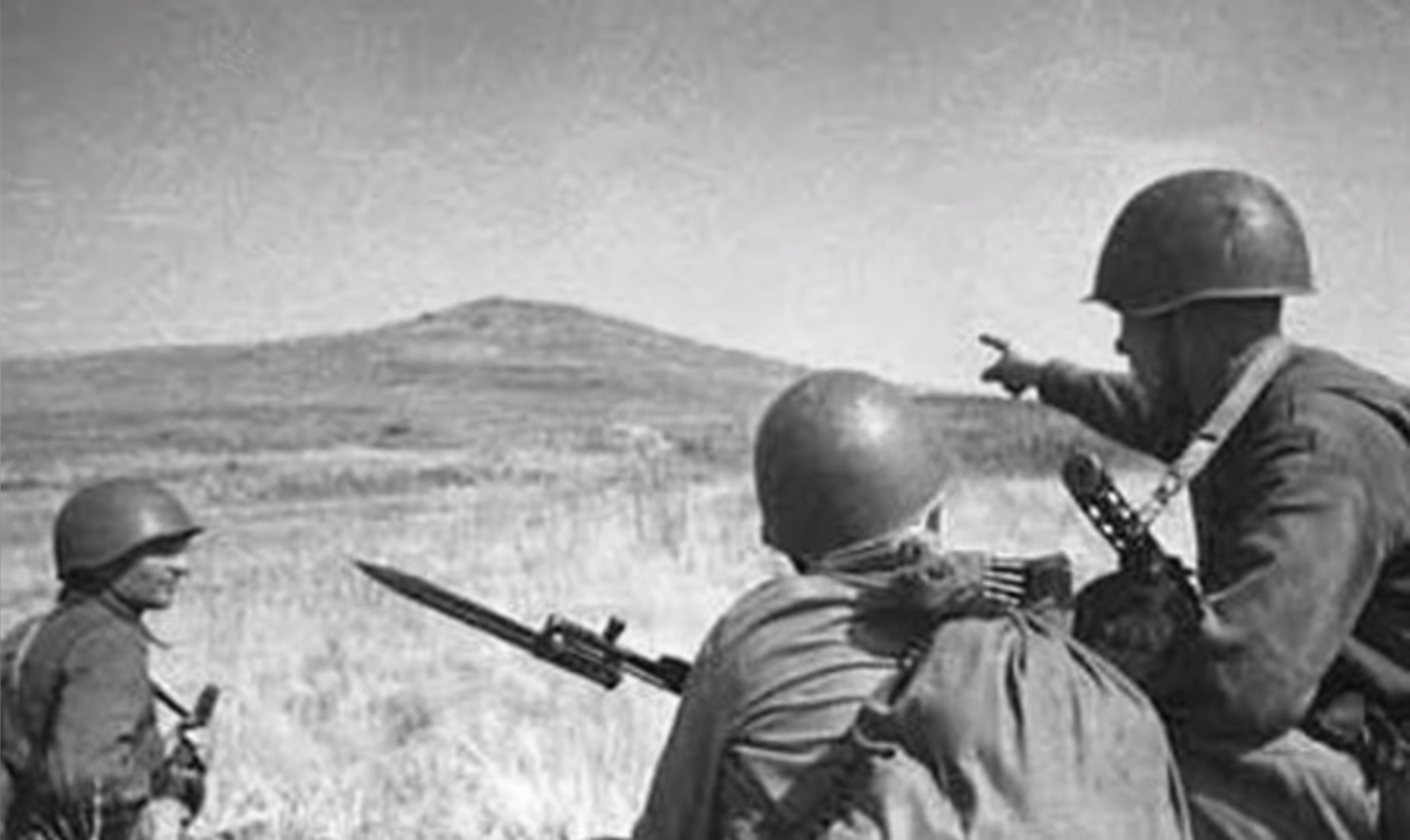
la colline lors de la Seconde guerre mondiale.
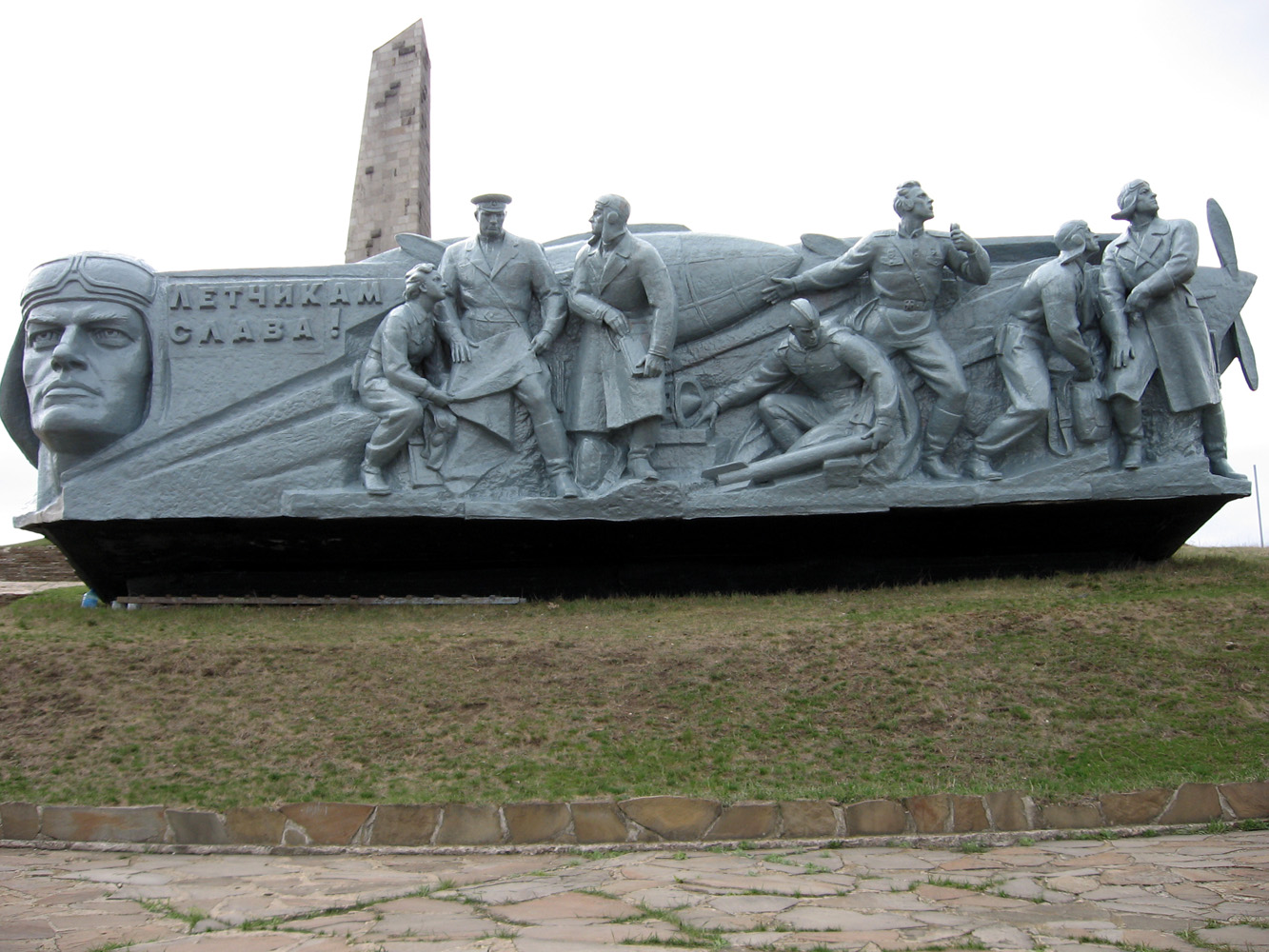
Détail du monument.
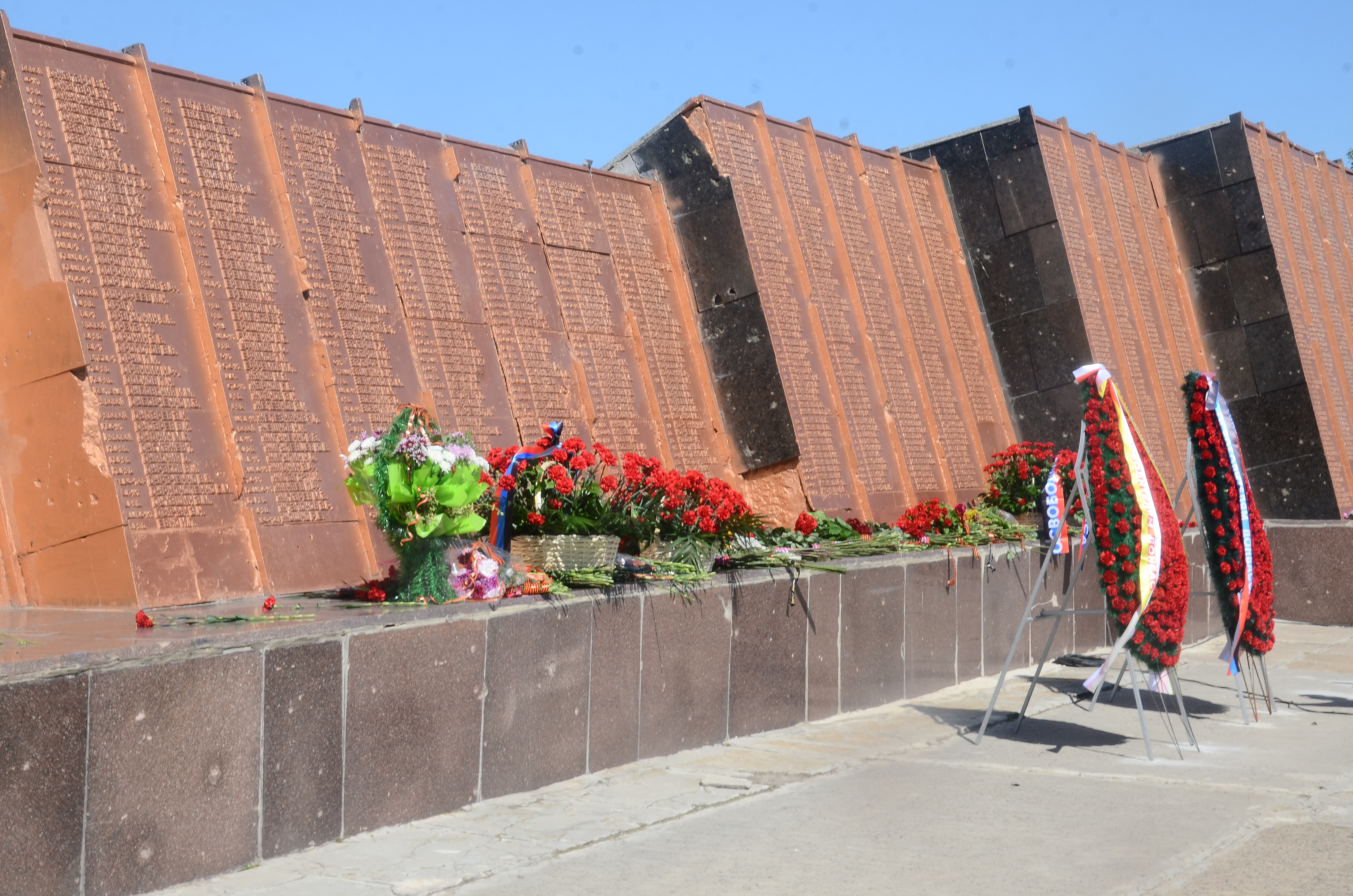
En 2021.